# تايموراز غاباشفيلي
تايموراز غاباشفيلي (بالروسية: Теймураз Габашвили)‏ هو لاعب كرة مضرب روسي.

## وصلات خارجية
- تايموراز غاباشفيلي على موقع رابطة محترفي التنس (الإنجليزية)
- تايموراز غاباشفيلي على موقع الاتحاد الدولي لكرة المضرب (الإنجليزية)
- تايموراز غاباشفيلي على موقع كأس ديفيز (الإنجليزية)
- تايموراز غاباشفيلي على موقع خلاصة التنس.كوم (الإنجليزية)
- تايموراز غاباشفيلي على موقع إي إس بي إن.كوم (الإنجليزية)
- تايموراز غاباشفيلي على موقع أوليمبيديا (الإنجليزية)